# Basilinna xantusii
Basilinna xantusii là một loài chim trong họ Trochilidae.